# Lista över serietidningar om Star Wars
Stjärnornas krig var en svensk serietidning.

## Stjärnornas krig
- Förlag: Semic Press
- Utgivningsår: 1984-1985
- Format: Serietidning
- Tryck: Färg

- Dödligt uppdrag Tarkin (nr.1, -84)
- Den sista Jedin (nr.2, -84)
- Slaget om Molnstaden (nr.3, -84)
- Mot solens inre (nr.4, -84)
- Barbarerna anfaller (nr.5, -84)
- Utstött (nr.6, -84)
- Jakten på Han Solo (nr.7, -84)
- Skelettstaden (nr.1, -85)
- Prisjägaren (nr.2, -85)
- Möte i djupet (nr.3, -85)

## Månadens äventyr; Stjärnornas krig
Stjärnornas krig slås samman med serietidningen Indiana Jones, och under namnet Månadens äventyr ges respektive serietidning ut varannan månad under 1985 och 1986. Indiana Jones upphör dock och Stjärnornas krig ges därefter ut varje månad fram till och med 1987.
- Förlag: Semic Press
- Utgivningsår: 1985-1987
- Format: Serietidning
- Tryck: Färg

- Flodvågen (nr.2, -85)
- Lashbanes återkomst (nr.4, -85)
- En rebells död (nr.6, -85)
- Kidnappningen av R2-D2 (nr.1, -86)
- Maktens kristall (nr.3, -86)
- Stenen från Alderaan (nr.5, -86)
- En dödlig fiende (nr.7, -86)
- Valet (nr.9, -86)
- Wookiernas värld (nr.11, -86)
- Drömmen (nr.12, -86)
- Dödssonden (nr.1, -87)
- Den tredje lagen (nr.2, -87)
- Den röda evigheten (nr.3, -87)
- Den sista gåvan från Alderaan (nr.4, -87)
- Golrath glömmer aldrig (nr.5, -87)
- Vattenbanditerna (nr.6, -87)
- Duell med en svart dam (nr.7, -87)
- Flykten (nr.8, -87)
- Gudinnans beröring (nr.9, -87)
- Tai (nr.10, -87)
- Nagailer och brudar (nr.11, -87)
- Hiromi (nr.12, -87)

## Star Wars
- Förlag: Semic Press / Egmont Serieförlaget
- Utgivningsår: 1996-2005
- Format: Serietidning
- Tryck: Färg

- Stjärnornas krig (nr.1, -96)
- Rymdimperiet slår tillbaka (nr.2, -96)
- Jedins återkomst (nr.3, -96)
- Nu börjar Dark Empire (nr.4, -96)
- Dark Empire fortsätter! (nr.5, -96)
- Dark Empire - slutet! (nr.6, -96)
- Nu börjar Dark Empire II (nr.1, -97)
- Boba Fett slår till! (nr.2, -97)
- Den sista striden! (nr.3, -97)
- Shadows of the Empire (del 1/3) (nr.4, -97)
- Shadows of the Empire (del 2/3) (nr.5, -97)

Det svenska förlaget Semic Press avvecklas och det danskägda Egmont Serieförlaget tar över utgivningen.
- Shadows of the Empire (del 3/3) (nr.6, -97)
- Må kraften vara med oss!  (nr.1, -98)
- Luke och Leia i fara (nr.2, -98)
- Heir to the Empire (del 1/3) (nr.3, -98)
- Heir to the Empire (del 2/3) (nr.4, -98)
- Heir to the Empire (del 3/3) (nr.5, -98)
- Dark Force Rising (del 1/3) (nr.1, -99)
- Dark Force Rising (del 2/3) (nr.2, -99)
- Dark Force Rising - slutet! (del 3/3) (nr.3, -99)
- Episod I - Det mörka hotet (nr.4, -99)
- Episod I - Det mörka hotet - Obi-Wan Kenobi/Anakin Skywalker (nr.5, -99)
- Episod I - Det mörka hotet - Drottning Amidala/Qui-Gon Jinn (nr.6, -99)
- Nya Serier! (del 1) (nr.1, -00)
- Nya Serier! (del 2) (nr.2, -00)
- Vader's Quest (del 1/2) (nr.3, -00)
- Vader's Quest (del 2/2) (nr.4, -00)
- Nya Serier! (del 3) (nr.5, -00)
- Nya Serier! (del 4) (nr.6, -00)
- Darth Maul (del 1/2) (nr.1, -01)
- Darth Maul (del 2/2) (nr.2, -01)
- Nya serier - Lando's Commandos (nr.3, -01)
- Jedi rådet (nr.4, -01)
- Nya serier - Qui-Gon & Obi-Wan (nr.5, -01)
- Klonerna anfaller (nr.1, -02)
- Jedi Quest (nr.2, -02)
- Empire (nr. 1, -03)
- Republic (nr. 2, -03)
- Republic (nr. 1, -05)
- Mörkrets hämnd (nr. 2, -05)

## Seriealbum
- Förlag: Semic Press
- Utgivningsår: 1977-1996
- Format: Seriealbum
- Tryck: Färg

- Stjärnornas krig (1977)
- Draklorderna (1978)
- I imperiets klor (1980)
- Rymdimperiet slår tillbaka (1981)
- Sista varningen (1983)
- Jedins återkomst (1983)
- I prisjägarens våld (1996)

## Källhänvisning
- En annan sajt med information - främst om dem från 1990-talet
- Svenska STAR WARS-seriesajten
- Stjärnortnas krig